# Panical
Els panicals (Eryngium), també coneguts com a cards corredors o cards panicals, formen un gènere de plantes amb flor dins la família de les apiàcies. El gènere té una distribució cosmopolita amb un centre de diversitat a Amèrica del Sud i es compon d'unes 230 espècies. Són plantes herbàcies anuals o perennes. Normalment tenen les fulles espinoses i formen les flors en umbel·les. L'arrel és similar a les pastanagues i molt llarga. Poden viure a l'alta muntanya, a la terra baixa i a zones litorals. N'hi ha unes 230 espècies, algunes són d'ús ornamental. Altres espècies, com les d'alta muntanya, forneixen nèctar per a fer mel a les abelles que s'hi traslladen a l'estiu en l'apicultura transhumant.

## Taxonomia
- Eryngium agavifolium
- Eryngium alpinum o card gros
- Eryngium amethystinum o eringi ametistí
- Eryngium aquaticum
- Eryngium billardieri
- Eryngium bourgatii o espinacal, panical blau, card blau
- Eryngium bromelifolium
- Eryngium campestre o card girgoler
- Eryngium carlinae
- Eryngium caucasicum
- Eryngium corniculatum
- Eryngium creticum
- Eryngium cuneifolium
- Eryngium dichotomum
- Eryngium depressum
- Eryngium ebracteatum
- Eryngium eburneum
- Eryngium elegans
- Eryngium foetidum
- Eryngium giganteum
- Eryngium glaciale
- Eryngium humile
- Eryngium ilicifolium o panical de fulla de grèvol
- Eryngium inaccessum
- Eryngium leavenworthii
- Eryngium maritimum o card marí, card d'arenal
- Eryngium monocephalum
- Eryngium palmatum
- Eryngium pandanifolium
- Eryngium paniculatum
- Eryngium planum o card menut, card petit
- Eryngium prostratum
- Eryngium proteiflorum
- Eryngium rostratum
- Eryngium serbicum
- Eryngium serra
- Eryngium spinalba
- Eryngium tricuspidatum
- Eryngium triquetrum
- Eryngium variifolium
- Eryngium viviparum
- Eryngium yuccifolium